# Pinzirita
La pinzirita è una razza autoctona siciliana chiamata anche "mascaruna" per via del viso e zampe nere. La razza è quasi estinta, molto confusa con barbaresca e altri incroci; la barbaresca è un incrocio derivato dalla pinzirita. La caratteristica principale è la resistenza e l'adattamento al territorio, si nutre anche di poche sterpaglie nel periodo siccitoso e non necessita particolari cure.
Carne e latte negli anni l'hanno penalizzata e si è ricorsi a incroci per migliore la resa. Risente ancora fortemente di incroci non coordinati effettuati negli anni scorsi con ovini Comisani e Barbareschi. La razza a causa dell'incuria delle istituzioni e dei pastori sta passando uno dei peggiori momenti e rischia fortemente l'estinzione. Attualmente una associazione di tutela di razze siciliane si occupa del censimento dei pochi capi rimasti e si tenterà il recupero.

## Caratteriste principali che la contraddistinguono dalle razze alloctone
- a) taglia: medio-piccola;
- b) resiste anche in ambienti brulli, meno soggetta ad attacchi di parassiti;
- c) peso: maschi 60 kg circa; femmine 40 kg circa;
- d) vello: bianco; la lana è impiegata per materassi e cuscini, molto morbida;
- e) altre: testa nera con picchiettature  che  interessano le orecchie, gli arti hanno i calzari neri; corna ricurve in avanti nei maschi, assenti nelle femmine.
- Attitudine: lattifera, viene utilizzata solo la carne degli agnelli.